# 世界・わが心の旅
世界・わが心の旅（せかいわがこころのたび）は、1993年10月17日から2003年3月23日までの10年間にわたってNHK衛星第2テレビジョンで放送されていた旅番組である。

## 概要
毎回、各界著名人が世界各地の思い出の深い地を訪問し、その地へのこだわりや関わりなどを自身で語る。10年間の放送で登場した著名人は約300名以上、訪問した国は約70カ国以上に及んだ。

## ナレーション
- 石丸謙二郎ほか

## テーマ音楽
- 立原摂子作曲の「余韻～resonance」

https://tanmatsui.exblog.jp/20159117/

## 放送リスト（作成中）
| 初回放送日時                    | 副題                              | 出演者                    | 備考            |
| ------------------------------- | --------------------------------- | ------------------------- | --------------- |
| 1993年10月17日(日) 20:30〜21:15 | 故郷中国 ロング・イエロー・ロード | ジャズピアニスト 秋吉敏子 |                 |
| 1993年10月24日(日) 20:30〜21:15 | 愛と死のエーゲ海                  | 作家 瀬戸内寂聴           | 語り 小六英介   |
| 1993年10月31日(日) 20:30〜21:15 | 台湾疾風録                        | 劇作家 唐十郎             | 語り 斎藤晴彦   |
| 1994年1月7日(金) 20:30〜21:15   | シチリア・沈黙の掟（おきて）の島  | 作家 常盤新平             | 語り 上田早苗   |
| 1994年1月9日(日) 20:30〜21:15   | ニューヨーク・ダンス巡礼          | 舞踊家 アキコ・カンダ     |                 |
| 1994年1月16日(日) 20:30〜21:15  | ローマへの道は異界に通ず          | 漫画家 楳図かずお         | 語り 岸田今日子 |
| 1994年1月23日(日) 20:30〜21:15  | エルサレム・混とんの音            | ミュージシャン 近藤等則   |                 |
| 1994年1月30日(日) 20:30〜21:15  | サンフランシスコ・移民えれじい    | 映画監督 鈴木清順         | 語り 黒田あゆみ |
| 1994年2月6日(日) 20:30〜21:15   | インド・慈悲と瞑想の大地          | 歴史学者 色川大吉         | 語り 水原英子   |

## 関連番組
- 旅のチカラ